# Spacewatch

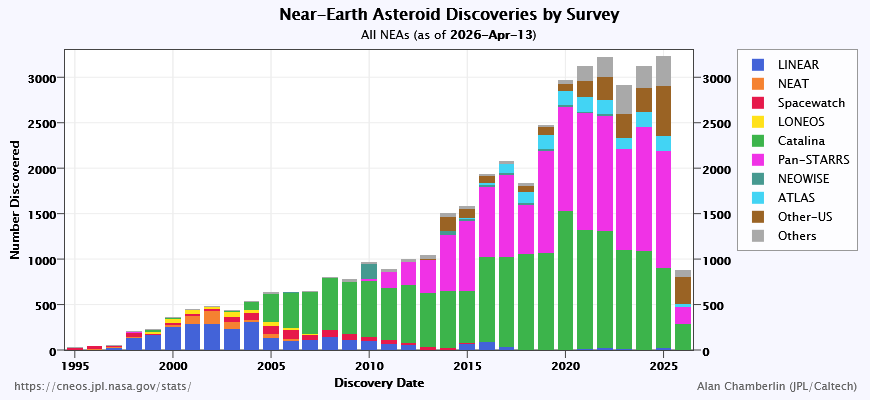
Numărul de obiecte din apropierea Pământului detectate de diferite programe

Spacewatch (expresie engleză cu traducerea Supravegherea spațiului) este un proiect al Universității din Arizona, condus (în anul 2011) de către Robert S. McMillan. Proiectul este specializată în studiul planetelor minore, inclusiv al diferitelor tipuri de asteroizi și comete. A fost fondat în 1980 de Tom Gehrels și McMillan

## Descoperiri notabile
- Callirrhoe
- 5145 Pholus
- 9965 GNU
- 9885 Linux
- 20000 Varuna
- 60558 Echeclus
- 1998 KY26
- (35396) 1997 XF11
- (48639) 1995 TL8
- 1994 CC
- C/1992 J1
- 125P/Spacewatch
- (174567) 2003 MW12

Proiectul a redescoperit asteroidul 719 Albert, care de mult timp era considerat un asteroid pierdut.